# Laurent Muhlethaler
Laurent Muhlethaler (* 27. September 1997 in Prémanon) ist ein französischer Nordischer Kombinierer.

## Karriere
Alpencup 2012–2015
Muhlethaler nahm bereits als 14-jähriger Anfang 2012 an seinem ersten internationalen Wettkampf in der Nordischen Kombination teil. Bei diesem Bewerb über 5 km nach der Gundersen-Methode beeindruckte er mit einem 15. Gesamtrang und durfte in der Folgesaison 2012/13 im Alpencup an den Start gehen. Der Alpencup ist als Nachwuchsserie für jugendliche Kombinierer angelegt und Muhlethaler konnte sich hier entsprechend der Ziele des Cups in der Saison 2013/14 beständig weiterentwickeln. Einen deutlichen Sprung in der Rangliste der Alpencupteilnehmer brachte ihm die Saison 2014/15. Mit beständig guten Sprungergebnissen konnte er sich für die jeweils folgenden Einzelstartrennen gute Ausgangspositionen sichern, diese im Rennen halten und regelmäßig in die Punkteränge und sogar die Top 15 laufen. Größter Erfolg bis dato war folglich ein dritter Platz beim Sommer-Alpen-Cup im September 2015 im nordrhein-westfälischen Winterberg.
Erstes Podest im Continental Cup und Weltcup-Teilnahmen

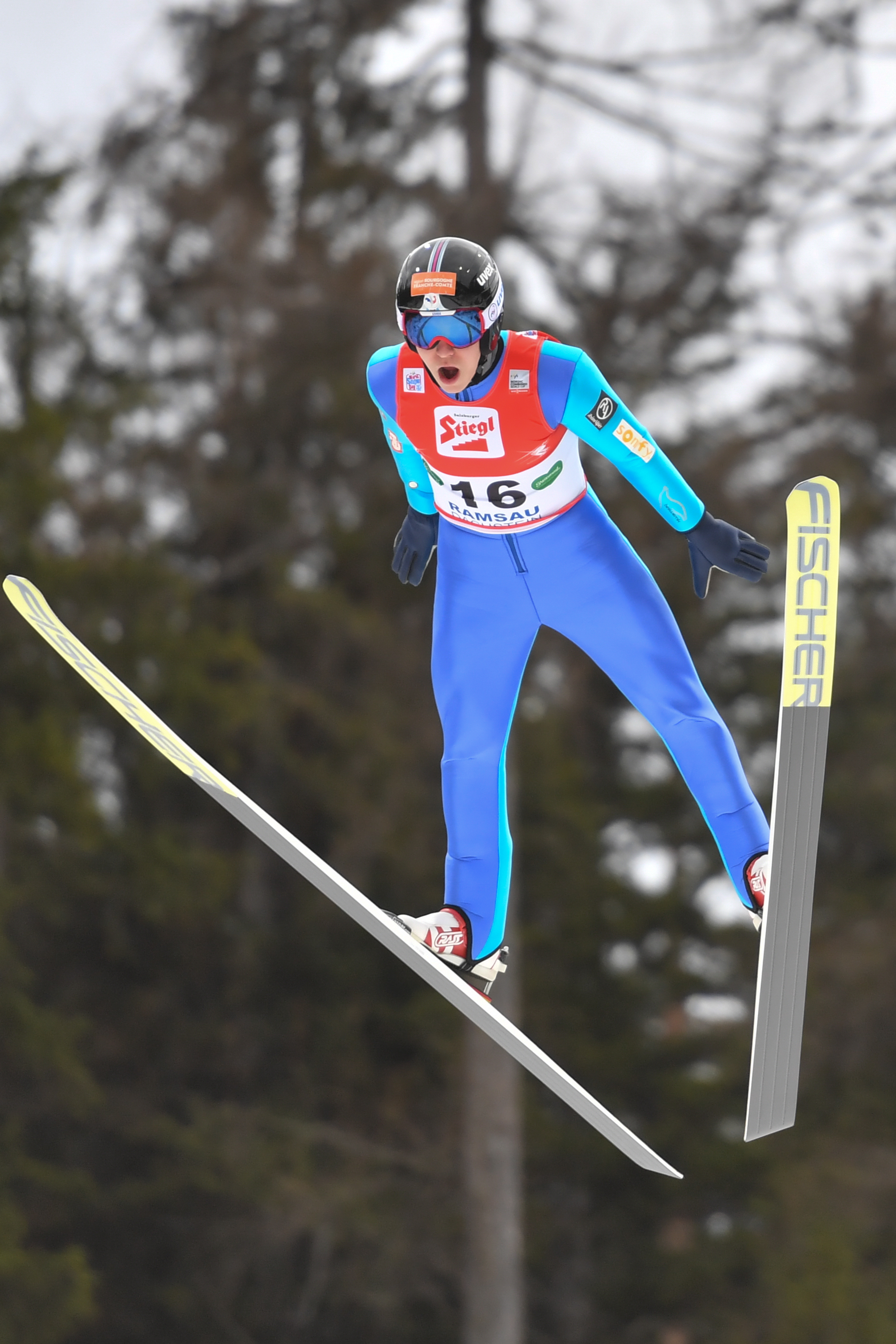
Muhlethaler beim Weltcup in Ramsau am Dachstein 2016

Seine konstante Weiterentwicklung war auch seinen Trainern nicht entgangen, so dass er Anfang 2015 an zwei Wettkämpfen des Continental Cups der Nordischen Kombination teilnehmen durfte und im Januar 2015 in Planica einen respektablen zehnten Gesamtrang erreichte. Muhlethaler ist ein beständiger und guter Springer und hat auch seine Laufleistungen weiterentwickelt. Daraus resultierten nun seine ersten beiden Siege im Einzel über 5 km und 10 km nach Gundersen beim Sommer-Alpencup 2015 in Hinterzarten. Die weiteren Wettkämpfe der Saison 2015/16 brachten ihm weitere Podiumsplätze sowie einen weiteren Sieg im Sprint in Planica.
Mit Beginn der Weltcup-Saison 2015/16 startete Muhlethaler abwechselnd im Continental- und im Weltcup. Im sächsischen Klingenthal über 10 km Gundersen konnte er mit einer starken Sprung- und einer anschließend ebenso starken läuferischen Leistung mit dem dritten Rang seinen ersten Podestplatz im Continental-Cup erringen. Im Weltcup fehlt ihm bisher die läuferische Konstanz, so dass er trotz weiterhin guter Sprungergebnisse dies bisher nicht in Weltcuppunkte im Rennen umsetzen konnte.
Fester Bestandteil des Weltcup-Teams und WM-Teilnahmen
In der Saison 2016/17 gehörte Muhlethaler permanent zum Weltcup-Team der Franzosen. Zum Saisonauftakt in Ruka gewann er seine ersten drei Weltcup-Punkte. Im restlichen Saisonverlauf fiel es ihm allerdings schwer, die Punkteränge zu erreichen, sodass er mit gemischten Gefühlen zu den Nordischen Junioren-Skiweltmeisterschaften 2017 nach Park City fuhr. Nachdem er im Gundersen-Wettkampf über zehn Kilometer nur den siebzehnten Platz belegt hatte, gewann er gemeinsam mit Lilian Vaxelaire, Maël Tyrode und Théo Rochat die Silbermedaille hinter dem österreichischen Team. Auch im Sprint konnte Muhlethaler nun überzeugen und gewann die Bronzemedaille. Mit diesen Leistungen im Rücken trat Muhlethaler bei den Nordischen Skiweltmeisterschaften in Lahti an. Mit dem Team erreichte er den siebten Platz. Im Einzel wurde er lediglich für den Gundersen-Wettbewerb von der Großschanze nominiert, bei dem er 38. wurde. Nachdem er zum Saisonabschluss in Oslo, Trondheim und Schonach erneut die Punkteränge erreichte, platzierte er sich in der Weltcup-Gesamtwertung auf dem 55. Rang.
Im Sommer 2017 startete Muhlethaler bei fünf der sechs Einzelwettbewerbe des Grand Prix. Sowohl in Tschagguns als auch in Planica erreichte er den sechsten Rang und erzielte somit seine bis dato besten Ergebnisse auf diesem Niveau. Im Weltcup 2017/18 konnte er diese Leistungen jedoch nicht bestätigen, sodass er nach mehreren schwachen Weltcup-Rennen in den Continental Cup zurück versetzt wurde. Nachdem er dort bessere Ergebnisse erzielen konnte, wurde er wieder in das Weltcup-Team berufen, blieb allerdings erneut erfolglos. Mitte März 2018 gewann Muhlethaler seinen ersten Continental-Cup-Wettbewerb, als er in der Gundersen-Methode über 15 Kilometer in Nischni Tagil nicht zu schlagen war. Zum Saisonende wurde er gemeinsam mit Ronan Lamy Chappuis, Jason Lamy Chappuis und Edgar Vallet französischer Skisprungmeister im Team.
Wie im Vorjahr tat sich Muhlethaler im Weltcup 2018/19 schwer und verpasste häufig die Punkteränge. Einen Überraschungserfolg erreichte er Ende Januar in Trondheim, wo er als Vierzehnter sein mit Abstand bestes Saisonergebnis erzielte. Bei den Nordischen Skiweltmeisterschaften in Seefeld in Tirol belegte er von der Großschanze den 28. Rang, von der Normalschanze den 42. Platz und wurde mit dem Team Sechster. Den Weltcup schloss er auf dem 48. Platz ab. Eine Leistungssteigerung vollzog der französische Vizemeister 2019 in der Weltcup-Saison 2019/20, in der er Rang 25 in der Gesamtwertung belegte und somit bester Franzose war.
Anfang Oktober 2020 brach sich Muhlethaler beim Training in Courchevel seinen linken Arm, womit er für zwei Monate ausfiel und somit den Weltcup-Auftakt 2020/21 verpasste. Bei seiner Rückkehr Mitte Dezember in Ramsau am Dachstein verpasste er an beiden Wettkampftagen die Punkteränge. Im weiteren Saisonverlauf steigerte sich Muhlethaler und gehörte fortan zu den besten Springern des Teilnehmerfeldes. Eine vordere Sprungleistung bildete für ihn die Grundlage, um bei den letzten neun Weltcup-Rennen konstant Punktgewinne zu erzielen. Am 6. Februar ging er in Klingenthal als Dritter auf die Loipe, auf der er nur vier Plätze verlor und schließlich als Siebter sein bestes Saisonergebnis erzielte. Im Gesamtweltcup belegte er als bester Franzose den 23. Platz. In den Disziplinenwertungen wurde er Siebter im Skispringen sowie 43. im Langlauf. Bei den Nordischen Skiweltmeisterschaften 2021 in Oberstdorf wurde Muhlethaler im Gundersen Einzel von der Normalschanze Zwölfter, ehe er gemeinsam mit Antoine Gérard, Gaël Blondeau und Mattéo Baud den sechsten Rang im Team erreichte. Auch beim Einzelwettbewerb von der Großschanze und über zehn Kilometer war er der beste Franzose, als er mit 1 Minute und 48 Sekunden Rückstand auf den Sieger als Neunter ins Ziel kam. Den Teamsprint beendete er gemeinsam mit Mattéo Baud auf dem sechsten Rang. Zum Saisonabschluss gewann Muhlethaler in Courchevel und Méribel seinen ersten nationalen Meistertitel. Bei den französischen Meisterschaften im Skispringen wenige Stunden später wurde er Vizemeister. Einen Tag später fügte er im Teamspringen eine weitere Silbermedaille hinzu.

## Erfolge

### Continental-Cup-Siege im Einzel
| Nr. | Datum         | Ort           | Disziplin               |
| --- | ------------- | ------------- | ----------------------- |
| 1.  | 11. März 2018 | Nischni Tagil | Gundersen Normalschanze |

## Statistik

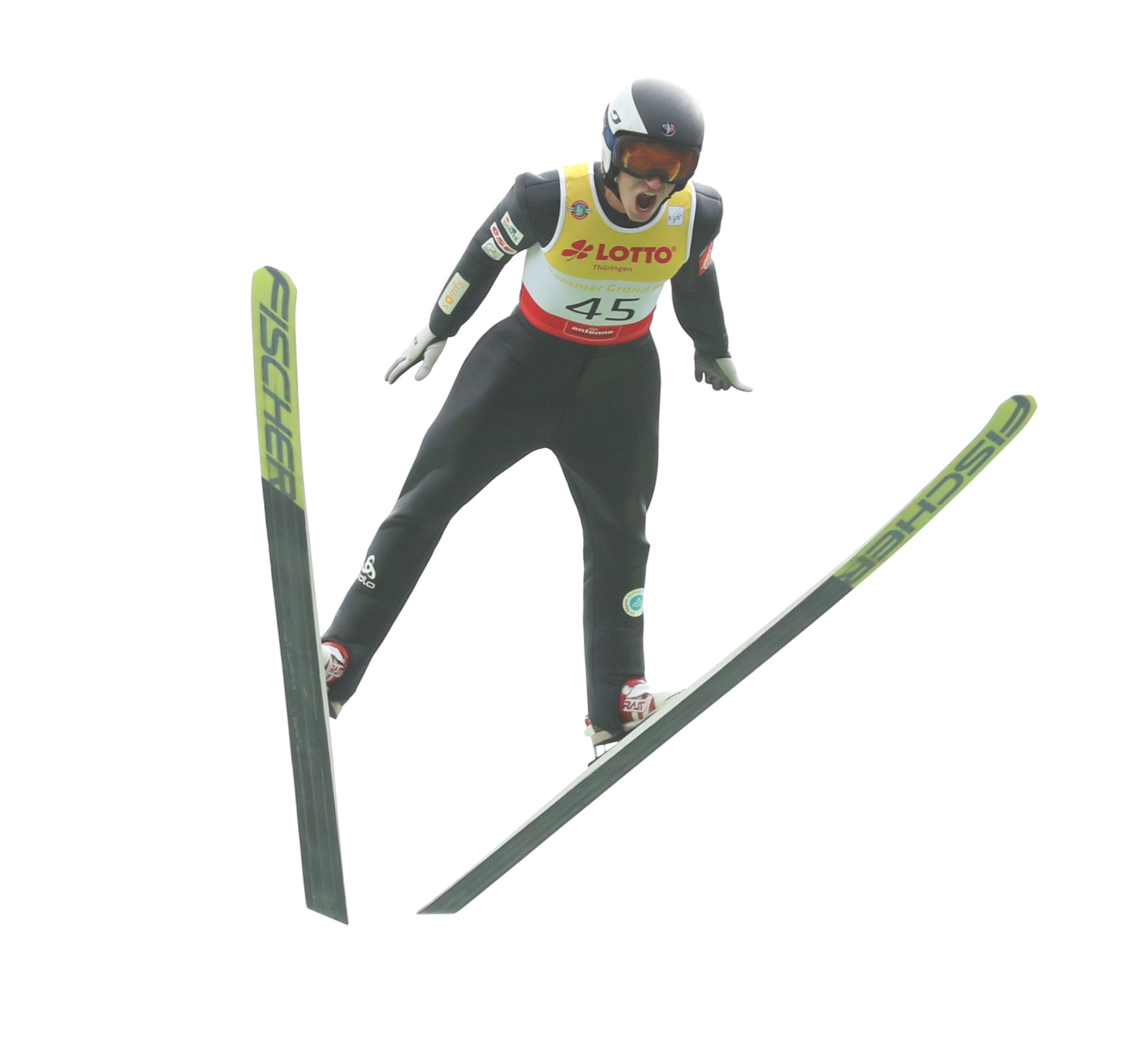
Muhlethaler beim Sommer Grand Prix 2021 in Oberhof

### Platzierungen bei Weltmeisterschaften
| Jahr und Ort    | Wettbewerb | Wettbewerb   | Wettbewerb | Wettbewerb | Wettbewerb |
| Jahr und Ort    | Einzel NS  | Gundersen GS | Team       | Teamsprint | Mixed-Team |
| --------------- | ---------- | ------------ | ---------- | ---------- | ---------- |
| 2017 Lathi      | —          | 38.          | 07.        | —          | —          |
| 2019 Seefeld    | 42.        | 28.          | 06.        | —          | —          |
| 2021 Oberstdorf | 12.        | 09.          | 06.        | 06.        | —          |
| 2023 Planica    | 12.        | 13.          | 04.        | —          | —          |
| 2025 Trondheim  | 10.        | 18.          | 07.        | —          | 06.        |

### Weltcup-Platzierungen
| Saison  | Platz | Punkte |
| ------- | ----- | ------ |
| 2016/17 | 55.   | 017    |
| 2018/19 | 48.   | 036    |
| 2019/20 | 25.   | 127    |
| 2020/21 | 23.   | 146    |
| 2021/22 | 23.   | 210    |
| 2022/23 | 08.   | 592    |
| 2023/24 | 34.   | 127    |

### Grand-Prix-Platzierungen
| Saison | Platz | Punkte |
| ------ | ----- | ------ |
| 2015   | 44.   | 003    |
| 2016   | 41.   | 005    |
| 2017   | 11.   | 129    |
| 2018   | 18.   | 078    |
| 2019   | 06.   | 209    |
| 2021   | 10.   | 100    |
| 2022   | 06.   | 161    |

### Continental-Cup-Platzierungen
| Saison  | Platz | Punkte |
| ------- | ----- | ------ |
| 2014/15 | 55.   | 048    |
| 2015/16 | 34.   | 105    |
| 2017/18 | 16.   | 266    |